# Szántó Piroska

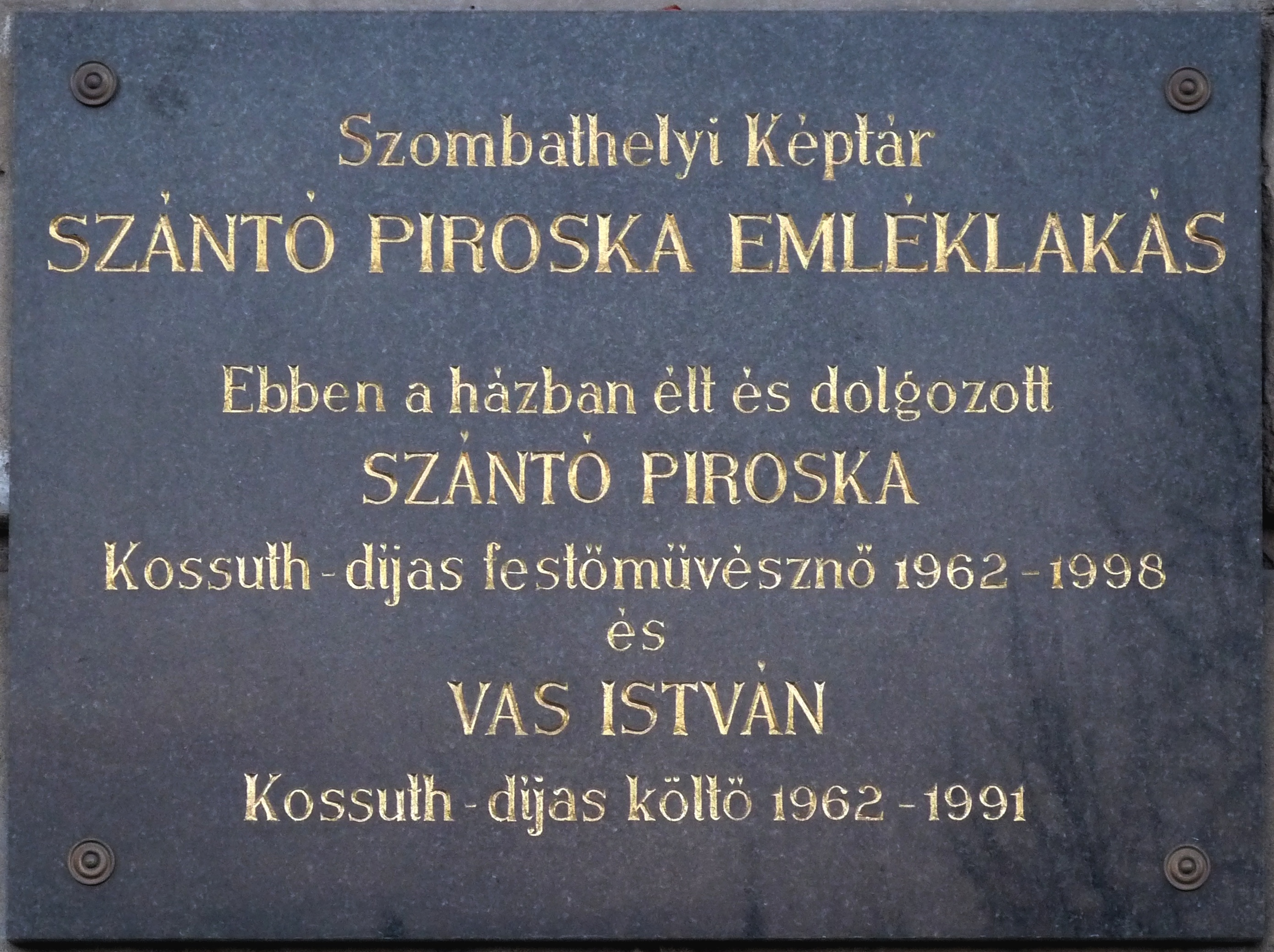
Emléktáblája:
Várkert rakpart 17.

Szántó Piroska (Kiskunfélegyháza, 1913. december 7. – Budapest, 1998. augusztus 2.) Kossuth-díjas magyar festő, grafikus, író, érdemes és kiváló művész. Vas István költő harmadik felesége.

## Élete
Szántó (Steiner) Lajos és Bauer Szeréna gyermekeként született, zsidó családban. Tanulmányait az Iparművészeti Főiskolán kezdte, 1931-ben, majd 1932-ben beiratkozott a Magyar Képzőművészeti Főiskolára, Szőnyi István osztályába.
Első férje Seiden Gusztáv fotóművész, második férje Vas István költő volt.
1934-ben csatlakozott a Szocialista Képzőművész Csoporthoz, majd annak 1939-1940 táján megalakuló jogutódjához, a Szocialista Képzőművészek Társaságához. 1937-ben Bálint Endre hívására ment Szentendrére, ahol a Korniss Dezső és Vajda Lajos körül csoportosuló fiatalok köréhez csatlakozott. 1945-től 1948-ig, feloszlásáig az Európai Iskola tagja volt. Első önálló kiállítását 1946-ban rendezte.
Az 1940-es évek elejétől Vajda Lajos késői szürrealista műveinek hatására találta meg képi gondolkozásának egyik ciklikusan visszatérő arculatát, a szürrealisztikus, antropomorfizált növény- és állatábrázolásokat: száradó kukoricák, burjánzó káposztafejek, konok, kemény mákok, elhullott pillangók vallanak a művész érzelmeiről. A természettel kialakított bensőséges kapcsolat a stiláris változások ellenére mindvégig művészetének egyik alapvető jellemzője maradt. E törekvéseket foglalta szintézisbe a Cantata Profana című nagyméretű gobelinjében.
Az 1950-es években Villon, Boccaccio, Shakespeare, Kipling, Krúdy Gyula, Radnóti Miklós műveinek illusztrálása jelentett megélhetést a művész számára. 1956 eseményeit nyers riportrajzokban örökítette meg. Az 50-es évek második felében új stiláris vonások jelentek meg műveiben. A sziporkázó színek testes, fekete vonalak konstrukcióiba kényszerülnek.
Bár művészi gondolkodását már korábban is jellemezte az a tendencia, hogy sorozatokban dolgoz fel egy-egy témát, az 1960-as évektől kezdődően azonban mindez felerősödik, a képépítés azonossága mellé sokszor technikai eljárásokat és anyaghasználatot is társított a művész. Így születtek például a 60-as évek elején a század eleji aktivisták lendületét idéző, tussal készített, konstruktív tájrajzai. A rohamosan pusztuló népi kultúrával és a tradicionális morális értékek felszámolódásával való szembesülés inspirálta az évtized végétől kezdődően esendő útszéli keresztekről, meggörbült pléhkrisztusokról, málladozó temetői piétákról lapidáris egyszerűséggel festett csoportját.
Hasonló élményekben és a háborús emlékekben gyökerezik a bajóti asszonyokról az 1970-es évek második felében készített, monumentális, a pasztell technikától líraivá szelídült figuráinak sora. Akkoriban indította életpályájának hátralévő idejét átívelő Szerelmesek című sorozatát, mely két jól körülhatárolható csoportra bomlik. Korai darabjain indázó vonalakkal rajzolt, arany, ezüst, fekete és fehér színekkel, dekoratívan festett, csurgatással készült, a csontvázukig lemeztelenített, ölelkező figurák mind tematikailag, mind stilárisan a szecesszióban fogant előképek továbbgondolásai. A sorozat második csoportjának darabjai a művészi pálya utolsó évtizedében keletkeztek, és a korai művek hűvös izzásával szemben – a posztmodern festészettől is megérintve – színekben gazdagabban, és az ún. tupfolással készült képein pedig matériában is érzékibben jeleníti meg egymásnak feszülő párjait. Életművét a Szombathelyi Képtárnak ajándékozta 1988-ban. Irodalmi értékű elbeszéléseiben életének fordulópontjairól vall és kortársainak állít emléket.

## Emlékezete
1999. december 19-én Göncz Árpád beszédével nyitották meg Vas megye vezetői a közel 200 négyezetméteres lakás emlékmúzeumot (Bp. I. Várkert rakpart 17.). A félegyházi Kiskun Múzeum 2000 óta ad helyet egy Szántó Piroska-gyűjteménynek.

## Mesterei
- Szőnyi István
- Vaszary János

## Egyéni kiállításai
| - 1946 Európai Iskola kt., Budapest - 1957 Csók Galéria, Budapest (kat.) - 1958 Rippl-Rónai József Múzeum, Kaposvár - 1963 Csók Galéria, Budapest (kat.) - 1966 Dürer Terem, Budapest - 1967 Művészklub, Kecskemét - 1968 Certaldo (OL) - 1970 Műcsarnok, Budapest (gyűjt., kat.) - 1971 Műcsarnok, Győr - 1974 Szerelmesek, Művésztelepi Galéria, Szentendre (kat.) - 1977 Műcsarnok, Budapest (kat.) - 1980 Várszínház Galéria, Budapest - 1981 Tornyai János Múzeum, Hódmezővásárhely | - 1982 Szentendrei Képtár, Szentendre (gyűjt., kat.) - 1984 Gulácsy Galéria, Budapest - 1985 Madách I. Művelődési Központ, Vác - 1986 Keresztény Múzeum, Esztergom - 1987 Szombathelyi Képtár, Szombathely (gyűjt., kat.) - 1990 Szentesi Művelődési Központ Kisgaléria, Szentes - 1992 Liebende, Blumen, Collegium Hungaricum, Bécs (kat.) - 1993 Certaldo - 1996 Barcsay Iskola Galéria, Szentendre - 1997 Városi Könyvtár, Győr - 1998 Bálint Zsidó Közösségi Ház, Budapest - 2006 Vitalitas Galéria, Szombathely - 2008 Móra Ferenc Művelődési Központ, Kiskunfélegyháza |

## Válogatott csoportos kiállítások
| - 1945 Szociáldemokrata Párt Képzőművészeti Társasága és meghívott vendégei, Ernst Múzeum, Budapest - 1946 A Magyar Képzőművészetért mozgalom I. kiállítása, Ernst Múzeum, Budapest - 1948 "Mi magunk", Európai Iskola XXXIII. kiállítása, Budapest, Üllői u. 11. - 1958 Exposition des Peinture, Sculpture et Arts Graphiques Hongrois d'aujour d'hui, Antwerpen - 1959 Képzőművésznők nemzetközi kiállítása, Műcsarnok, Budapest - 1964 Szocialista Képzőművészek Csoportja 1934-1944, Magyar Nemzeti Galéria, Budapest - 1966 Magyar képzőművészeti kiállítás, Petit Palais, Párizs | - 1969 Mai magyar egyházművészet, Róma - 1973 Európai Iskola, Csók Képtár, Székesfehérvár - 1982 Szocialista grafika 1918-1945, Szombathely - 1984 Az (ismeretlen) Európai Iskola. A huszadik század magyar művészete, Budapest Galéria, Budapest - 1996 Genius loci (Szentendre látványa és motívumai festményeken és fotókon), Szentendrei Képtár, Szentendre - 1997 A cirkusz világa a magyar művészetben, Kassák Lajos Múzeum, Budapest. |

## Művei közgyűjteményekben
- Ferenczy Múzeum, SzentendreSzántó Piroska és Vas István sírja Budapesten. Farkasréti temető: 31-3-74. Fekete Tamás alkotása
- Fővárosi Képtár, Budapest
- Janus Pannonius Múzeum, Pécs
- Kiskun Múzeum, Kiskunfélegyháza
- Magyar Nemzeti Galéria, Budapest
- Szombathelyi Képtár, Szombathely

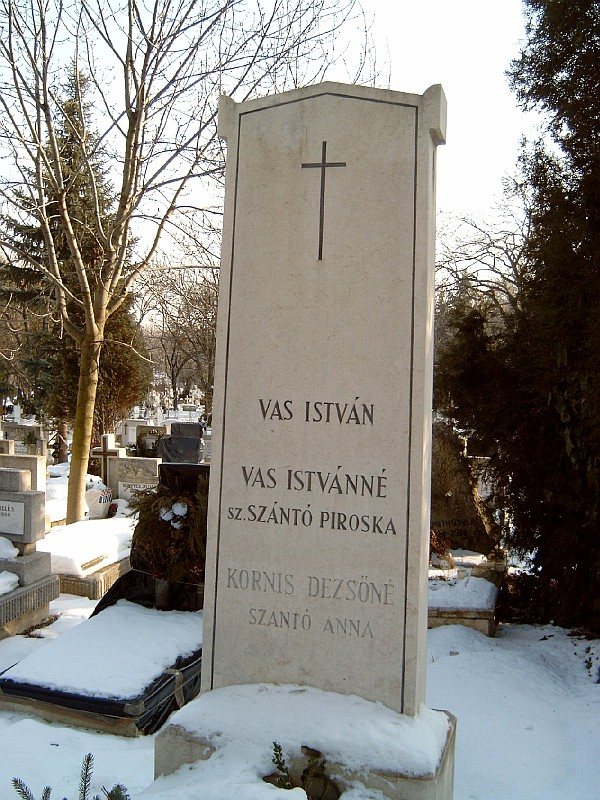
Szántó Piroska és Vas István sírja Budapesten. Farkasréti temető: 31-3-74. Fekete Tamás alkotása

- Szántó Piroska Emlékszobája (Budapest, Várkert rakpart 17.).

## Díjai
- Munkácsy Mihály-díj (1958, 1971)
- Certaldó Ezüstérem (1965)
- Munka Érdemrend arany fokozata (1973)
- Érdemes művész (1973)
- Kossuth-díj (1983)
- Szocialista Magyarországért (1983)
- Kiváló művész (1985)
- Pro Urbe Budapest díj (1992)
- A Magyar Köztársasági Érdemrend középkeresztje (1994)
- Déry Tibor-díj (1998)
- Kiskunfélegyháza díszpolgára (1998)[10]

## Művei
- Bálám szamara (1982) (önéletrajz)
- Golgota (1987) (festmények)
- Stáció / "Bajóti Golgota" (1982. március) (bajóti katolikus templom, 15 kép, hálából)
- Forradalmi szvit (1989) (rajzok és jegyzetek 1956-ról)
- Akt; Európa, Bp., 1994
- Bálám szamara és a többiek; Európa, Bp., 1997
- Forradalmi szvit, 1956. október-december; Holnap, Bp., 2006